# Atchison, Topeka and Santa Fe Railway

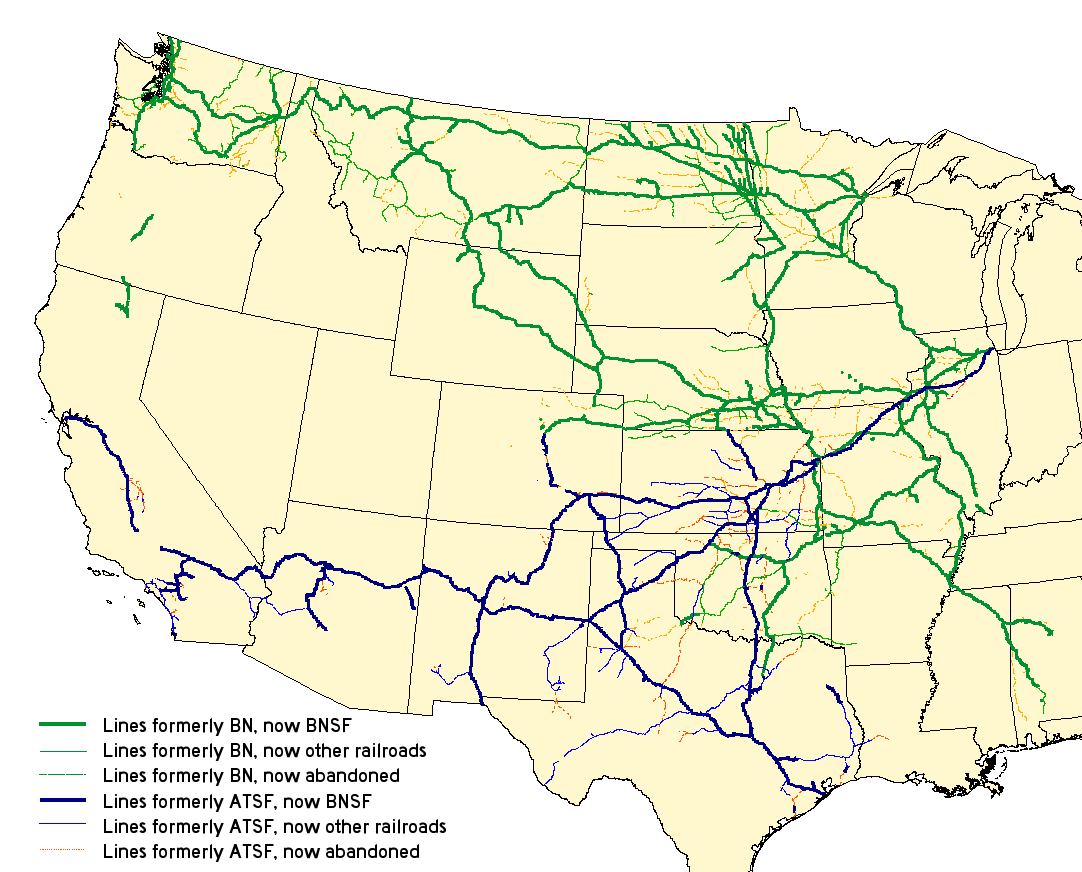
Kék színnel a Atchison, Topeka and Santa Fe Railway vasúthálózata a BN-nel való egyesülés előtt

Az Atchison, Topeka és Santa Fe Railway (jelentési jelzése ATSF), gyakran Santa Fe vagy AT&SF néven emlegetett vasúttársaság az Amerikai Egyesült Államok egyik legnagyobb vasúttársasága volt. 1859 februárjában alapították, hogy a kansasi Atchison és Topeka, valamint az új-mexikói Santa Fe városait szolgálja ki. A vasúttársaság 1873-ban elérte a kansasi-Coloradói határt, 1876-ban pedig a coloradói Pueblót. Hogy keresletet teremtsen a szolgáltatásai iránt, a vasút ingatlanirodákat hozott létre, és a kongresszus által odaítélt földtámogatásokból termőföldeket értékesített.
Annak ellenére, hogy a vasút a város kiszolgálására lett alapítva, a hegyvidéki terep mérnöki kihívásai miatt a vasút Santa Fe megkerülése mellett döntött. Végül az új-mexikói Lamyból egy mellékvonal hozta el a Santa Fe-i vasutat a névadó városba.
A Santa Fe úttörő volt az intermodális áruszállításban; különböző időszakokban légitársaságot, a rövid életű Santa Fe Skywayt és a Santa Fe Railroad Tugboats flottát üzemeltette; autóbuszjáratai kiterjesztette az utasok szállítását a vasúton nem elérhető területekre, és a San Francisco-öbölben közlekedő komphajók lehetővé tették az utazók számára, hogy nyugati útjukat a Csendes-óceán felé folytassák. Az AT&SF-ről egy népszerű dal is született, Harry Warren és Johnny Mercer "On the Atchison, Topeka and the Santa Fe" című dala, amelyet a Harvey Girls (1946) című filmhez írtak.
A vasút hivatalosan 1996. december 31-én szűnt meg, amikor egyesült a Burlington Northern Railroaddal, és létrejött a Burlington Northern and Santa Fe Railway.

## Személyszállítás
Az AT&SF a 20. század első felében széles körben ismert volt személyvonat-szolgáltatásáról. Az AT&SF számos újítást vezetett be a vasúti személyszállításban, többek között a Super Chief "Pleasure Domes" kocsijait (1951-es bevezetésükkor "...az egyetlen kupolás kocsi Chicago és Los Angeles között"), valamint az El Capitan "Big Dome" társalgókocsijait és emeletes Hi-Level kocsijait, amelyek 1954-ben álltak forgalomba. A vasút az elsők között volt, akik étkezőkocsikat adtak a személyszállító vonatokhoz, ez a lépés 1891-ben kezdődött, a Northern Pacific és Union Pacific vasutak példáját követve. Az AT&SF étkezést kínált a fedélzeten az étkezőkocsiban vagy a számos Harvey House étterem egyikében, amelyek stratégiai helyen voltak a rendszerben.
Általában ugyanazt a vonatnevet használták egy adott vonat mindkét irányában. Kivételt képeztek ez alól a Chicagoan és a Kansas Cityan vonatok (mindkét név ugyanarra a szolgáltatásra utalt, de a Chicagoan a kelet felé tartó, míg a Kansas Cityan a nyugat felé tartó változat volt), valamint az Eastern Express és a West Texas Express. Minden AT&SF-vonat, amely Chicagóban végződött, a Dearborn állomáson állt meg. A Los Angelesben végződő vonatok 1939 májusáig, a Los Angeles Union Passenger Terminal megnyitásáig az AT&SF La Grande állomására érkeztek.
A Santa Fe volt az egyetlen vasúttársaság, amely Chicagóból Kaliforniába saját vágányain közlekedtetett vonatokat. A vasút kiterjedt hálózatán számos regionális járat is közlekedett. Ezek általában nem büszkélkedhettek a transzkontinentális vonatok méretével vagy lendületével, de ennek ellenére irigylésre méltó hírnevet szereztek maguknak. Ezek közül a Chicago-Texas vonatok voltak a leghíresebbek és leglenyűgözőbbek. A Los Angeles és San Diego között közlekedő San Diegói vonatok voltak a legnépszerűbbek és legtartósabbak, és a Santa Fe számára olyanok voltak, mint a New York City-Philadelphia vonatok a Pennsylvania Railroad számára. De a Santa Fe röpjáratai az oklahomai Tulsába, a texasi El Pasóba, az arizonai Phoenixbe (a Hassayampa Flyer) és a coloradói Denverbe is közlekedtek, többek között olyan városokba, amelyek nem voltak a fővonalukon.
A kisebb települések eléréséhez a vasút vegyesvonatokat (személy- és teherkocsikat is továbbító) vagy gáz-elektromos doodlebug motorkocsikat üzemeltetett. Ez utóbbiakat később dízelüzeműre alakították át, és végül egy pár Budd Rail dízel motorkocsival egészítették ki. A második világháború után a Santa Fe Trailways buszok váltották fel a legtöbb ilyen kisebb vonatot. Ezeket a kisebb vonatokat általában nem nevezték el; csak a vonatszámokat használták a szolgáltatások megkülönböztetésére.
A mindenütt jelenlévő személyszállítás ihlette az 1946-ban Oscar-díjjal kitüntetett Harry Warren "On the Atchison, Topeka and the Santa Fe" című dalának címét. A dalt 1945-ben írták a The Harvey Girls című filmhez, amely a Fred Harvey Company éttermeinek pincérnőiről szólt. 1945-ben Judy Garland énekelte a filmben, és számos más énekes, köztük Bing Crosby is felvette. Az 1970-es években a vasút Crosby verzióját használta egy reklámfilmben.
Az AT&SF 1971. május 1-jén megszüntette a személyszállító vonatok közlekedését, amikor a megmaradt vonatait átadta az Amtraknak. Ezek közé tartozott a Super Chief / El Capitan, a Texas Chief és a San Diegan (bár az Amtrak a San Diegant három oda-vissza útról kettőre csökkentette). Megszűnt a San Francisco Chief, az ex-Grand Canyon, a Tulsan és egy Denver-La Junta helyi járat. Az ATSF szívesen megtartotta volna a San Diegant és a híres Chiefeket. Azonban bármelyik vasúttársaság, amelyik kilépett az Amtrakból, köteles lett volna legalább 1976-ig üzemeltetni az összes személyszállító útvonalát. Az a kilátás, hogy továbbra is üzemeltetnie kell a kevésbé sikeres útvonalait, különösen a pénztelen 23/24-est (a korábbi Grand Canyont), arra késztette az ATSF-et, hogy teljesen kiszálljon a személyszállításból.
Az Amtrak ma is üzemelteti a Super Chiefet és a San Diegant Southwest Chief, illetve Pacific Surfliner néven, bár az eredeti útvonalakat és járműveket az Amtrak módosította.

## A vállalat tisztségviselői
- Cyrus K. Holliday: 1860–1863
- Samuel C. Pomeroy: 1863–1868
- William F. Nast: September 1868
- Henry C. Lord: 1868–1869
- Henry Keyes: 1869–1870
- Ginery Twichell: 1870–1873
- Henry Strong: 1873–1874
- Thomas Nickerson: 1874–1880
- T. Jefferson Coolidge: 1880–1881
- William Barstow Strong: 1881–1889
- Allen Manvel:[6] 1889–1893
- Joseph Reinhart: 1893–1894
- Aldace F. Walker: 1894–1895[7]
- Edward Payson Ripley: 1896–1920
- William Benson Storey: 1920–1933
- Samuel T. Bledsoe: 1933–1939
- Edward J. Engel: 1939–1944
- Fred G. Gurley: 1944–1958
- Ernest S. Marsh: 1958–1967
- John Shedd Reed: 1967–1978[8]
- Lawrence Cena; 1978–1985
- W. John Swartz: 1985–1988
- Mike Haverty: 1989–1991
- Robert Krebs: 1991–1995